# Patrick Mullen
Patrick Mullen, född 6 maj 1986 i Boston, är en amerikansk före detta professionell ishockeyspelare. Mullen spelade en säsong för Sioux Falls Stampede i USHL innan han började på University of Denver. Efter fyra år på college skrev på för NHL-klubben Los Angeles Kings som free agent. Mullen fick dock aldrig någon speltid med Kings och spelade istället under tre säsonger för klubbens farmarlag Manchester Monarchs i AHL, innan han lämnade för spel med Vancouver Canucks. Mullen har dock aldrig fått speltid i NHL, utan har istället tillbringat sin tid med farmarklubbar i AHL: Utica Comets, Binghamton Senators och Milwaukee Admirals.
2016 lämnade han Nordamerika för spel med Dinamo Riga i KHL, men återvände samma säsong till AHL, där han avslutade säsongen med Rochester Americans. Säsongen 2017/18 inledde han med Linköping HC i SHL, men blev senare utlånad till Adler Mannheim i DEL. Säsongen därpå spelade han för den österrikiska klubben Vienna Capitals i EBEL, innan han i augusti anslöt till Belfast Giants i EIHL.
Mullens far, Joe Mullen, spelade under 16 år i NHL och valdes in i Hockey Hall of Fame 2000.

## Karriär
Som junior spelade Mullen för Sioux Falls Stampede i USHL. Han noterades för 37 poäng på 60 matcher och hade bäst plus/minus-statistik i laget. Inför säsongen 2005/06 valde Mullen att studera och spela ishockey för University of Denver, dels på grund av tränarna och dels för staden Denver. Innan säsongen började valdes Mullen av College Hockey News som Preseason Player to Watch. Under sin första säsong stod han för 17 poäng på 37 matcher (7 mål, 10 assist). Under den efterföljande säsongen gjorde han mer än en poäng i fyra matcher, och gjorde lika många poäng som föregående säsong: på 37 matcher stod han för 5 mål och 12 assisteringar. Under den större delen av säsong spelades Mullen som forward. Han missade slutet av säsongen sedan han drabbats av körtelfeber.

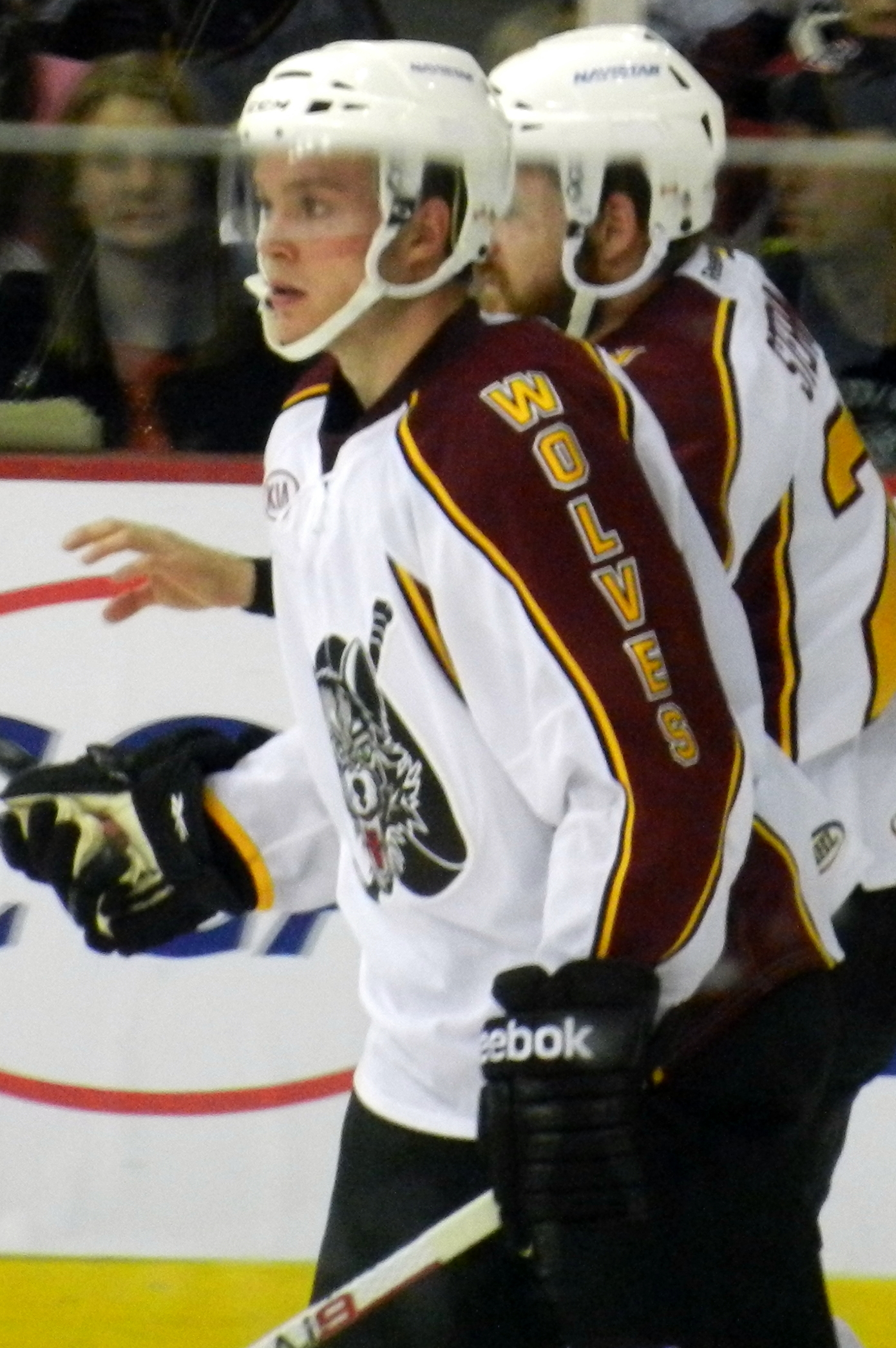
Mullen med Chicago Wolves 2012.

Under sitt tredje år i Denver, började Mullen säsongen som back. Vid vissa tillfällen användes han också som forward och blev därmed lagets poängmässigt främsta back under säsongen. Mullen blev sedan avstängd av tränaren George Gwozdecky i den första slutspelsmatchen sedan han ådragit sig två tiominutersutvisningar för olämpligt uppförande. Mullen återvände till spel följande match och var med och förde laget till turneringsseger. Mullens sista säsong i Denver var hans poängmässigt bästa då han noterades för 25 poäng på 38 matcher.
Vid den här tidpunkten var Mullen fortfarande odraftad och skrev ett tvåårsavtal som free agent med Los Angeles Kings den 3 april 2009. Mullen lyckades inte ta någon plats i NHL och fick därför spela för Kings farmarlag Manchester Monarchs i AHL. I sin första match i AHL noterades Mullen för sin första assist, i en 6–3-seger mot Albany River Rats. Hans första mål kom drygt två månader senare i en 4–2-seger mot Springfield Falcons. Efter att ha spelat 36 matcher för Monarchs blev Mullen nedskickad till Ontario Reign i ECHL, där han endast spelade en match innan han skickades tillbaka till Monarchs. Totalt spelade han 44 matcher i sin första AHL-säsong och stod för tio poäng (fyra mål och sex assist). Säsongen 2010/11 fick Mullen mer ansvar i laget och fick bland annat en del speltid i powerplay, och trots att han sågs som en back fick han ibland agera forward. Med dessa ändringar fördubblade han poängskörden till 20 poäng på 67 matcher. Efter säsongens slut förlängde Kings kontraktet med Mullen med ett år. Under det som kom att bli Mullens sista säsong med Monarchs dubblade han återigen sin poängskörd. På 69 matcher stod han för 41 poäng och i slutspelet gjorde han fyra poäng på lika många matcher.
I juli 2012 skrev Mullen ett ettårsavtal med Vancouver Canucks. På grund av den hårda konkurrensen i Canucks, lyckades han inte ta någon plats i laget och blev därmed nedskickad till Chicago Wolves i AHL. I sin andra match med Wolves ådrog han sig en skada på sin vänstra axel. Skadan krävde en operation, vilket gjorde att han missade resten av säsongen. Trots detta förlängde Canucks Mullens avtal med ytterligare ett år i juni 2013. I början av mars 2014 blev Mullen bortbytt till Ottawa Senators.
I sin tredje säsong med Senators blev han i januari 2016 bortbytt till Nashville Predators, mot Conor Allen. Vid säsongens slut blev Mullen free agent och lämnade Nordamerika för spel med Dinamo Riga i KHL, vilket tillkännagavs i slutet av juli 2016. Mullen hann spela 39 matcher (fyra mål, åtta assist) innan kontraktet bröts i december 2016. Mullen återvände till Nordamerika och var tänkt att återvända till Binghamton Senators, men avslutade istället säsongen med Rochester Americans. Den 10 juli 2017 meddelades det att Mullen skrivit på ett tvåårsavtal med Linköping HC i SHL. Han missade tidigt på säsongen nio grundseriematcher på grund av en skada. Den 15 februari 2018 lämnade han Linköping då han blivit utlånad till Adler Mannheim i DEL för resten av säsongen. Totalt noterades han för elva poäng på 34 matcher i Linköping (fyra mål, sju assist). Säsongen därpå återvände han till Linköping. Laget hade dock gjort klart att man inte hade för avsikt att använda Mullen i laget under kommande säsong, trots att han hade avtal med klubben – varför han istället tvingades att träna med Linköpings juniorlag.
Den 7 november 2018 meddelades det att Mullen skrivit på för Vienna Capitals i Österrikiska ishockeyligan för återstoden av säsongen. Mullen slutade tvåa bland backarna i lagets interna poängliga. På 29 matcher noterades han för 25 poäng, varav fyra mål. Capitals vann grundserien och tog sig sedan till final i slutspelet, där man dock föll mot EC KAC. I maj 2019 meddelades det att Mullen lämnat Capitals och den 4 augusti samma år bekräftades det att han skrivit på ett avtal för den nordirländska klubben Belfast Giants i EIHL. Mullen var under säsongen Giants poängmässigt bästa back då han på 30 grundseriematcher noterades för 20 poäng (5 mål, 15 assist).
Mullen spelade inte för någon klubb under säsongen 2020/21, men i början av mars 2022 bekräftade Belfast Giants att Mullen skulle komma att återvända till laget i sluttampen av säsongen. Månaden därpå skrev man att Mullen trots allt inte skulle spela för Giants, på grund av privata skäl.

## Statistik
| 2009–10    | Manchester Monarchs | AHL        | 44  | 4  | 6   | 10  | 16  | 2  | 0 | 0 | 0 | 2  |
| 2009–10    | Ontario Reign       | ECHL       | 1   | 0  | 0   | 0   | 0   | —  | — | — | — | —  |
| 2010–11    | Manchester Monarchs | AHL        | 67  | 3  | 17  | 20  | 32  | 7  | 0 | 1 | 1 | 4  |
| 2011–12    | Manchester Monarchs | AHL        | 69  | 13 | 28  | 41  | 45  | 4  | 1 | 2 | 3 | 8  |
| 2012–13    | Chicago Wolves      | AHL        | 2   | 0  | 0   | 0   | 0   | —  | — | — | — | —  |
| 2013–14    | Utica Comets        | AHL        | 46  | 7  | 13  | 20  | 23  | —  | — | — | — | —  |
| 2013–14    | Binghamton Senators | AHL        | 20  | 1  | 11  | 12  | 12  | 4  | 0 | 2 | 2 | 6  |
| 2014–15    | Binghamton Senators | AHL        | 54  | 5  | 24  | 29  | 32  | —  | — | — | — | —  |
| 2015–16    | Binghamton Senators | AHL        | 36  | 1  | 15  | 16  | 18  | —  | — | — | — | —  |
| 2015–16    | Milwaukee Admirals  | AHL        | 29  | 2  | 12  | 14  | 19  | 3  | 0 | 1 | 1 | 2  |
| 2016–17    | Dinamo Riga         | KHL        | 39  | 4  | 8   | 12  | 26  | —  | — | — | — | —  |
| 2016–17    | Rochester Americans | AHL        | 27  | 4  | 10  | 14  | 22  | —  | — | — | — | —  |
| 2017–18    | Linköping HC        | SHL        | 34  | 4  | 7   | 11  | 14  | —  | — | — | — | —  |
| 2017–18    | Adler Mannheim      | DEL        | 3   | 0  | 2   | 2   | 2   | —  | — | — | — | —  |
| 2018–19    | Vienna Capitals     | EBEL       | 29  | 4  | 21  | 25  | 9   | 16 | 0 | 6 | 6 | 10 |
| 2019–20    | Belfast Giants      | EIHL       | 30  | 5  | 15  | 20  | 16  | —  | — | — | — | —  |
| AHL totalt | AHL totalt          | AHL totalt | 394 | 40 | 136 | 176 | 219 | 20 | 1 | 6 | 7 | 22 |